# BH Bank
La BH Bank (arabe : بنك BH) est une banque universelle tunisienne dont l'activité pionnière concerne le crédit immobilier mais elle fait aussi office de banque de dépôt en organisant les opérations courantes pour le compte de tiers ou pour son propre compte. En Tunisie, elle est le leader des crédits logement.

## Historique
Fondée en 1973, la Caisse nationale d'épargne logement effectue une première transformation en devenant la Banque de l'habitat (arabe : بنك الإسكان) en 1989, changeant ainsi de statut et devenant une banque universelle.
La banque est inscrite à la Bourse de Tunis dès 1992. Elle dispose de 90 millions de dinars d'actifs, principalement dans l'immobilier.
Le siège social de BH Bank, construit entre 2003 et 2010, mesure 66,2 m de haut sur seize étages. Le bâtiment est l'un des plus hauts bâtiments de Tunisie.
En 2016, la BH Bank acquiert 51,6 % de la Banque de l'habitat de Côte d’Ivoire, ce qui facilite l'ouverture du marché immobilier ivoirien aux investisseurs tunisiens.
En 2019, la Banque de l'habitat décide de changer de nom et d'identité visuelle et devient ainsi BH Bank.

## Groupe BH
La BH Bank est détenue majoritairement par l'État tunisien. Comme les autres banques publiques, elle souffre notamment de lourdes créances douteuses. Elle doit s'engager dans un plan de restructuration avec recapitalisation et une profonde réforme de son fonctionnement. Son capital est ainsi porté de 90 millions à 170 millions de dinars en septembre 2015.
L'institution compte à ce jour onze filiales, telles que SICAV BH Placement, et se diversifie encore par l'acquisition de sociétés de services et d'ingénierie informatique (BM Technologies), de sociétés de gestion de contrats et de conventions d'assurance et de réassurance (Assurances SALIM) et d'une société spécialisée dans le financement crédit-bail (leasing) : Modern Leasing.

Ancien logo de la banque.
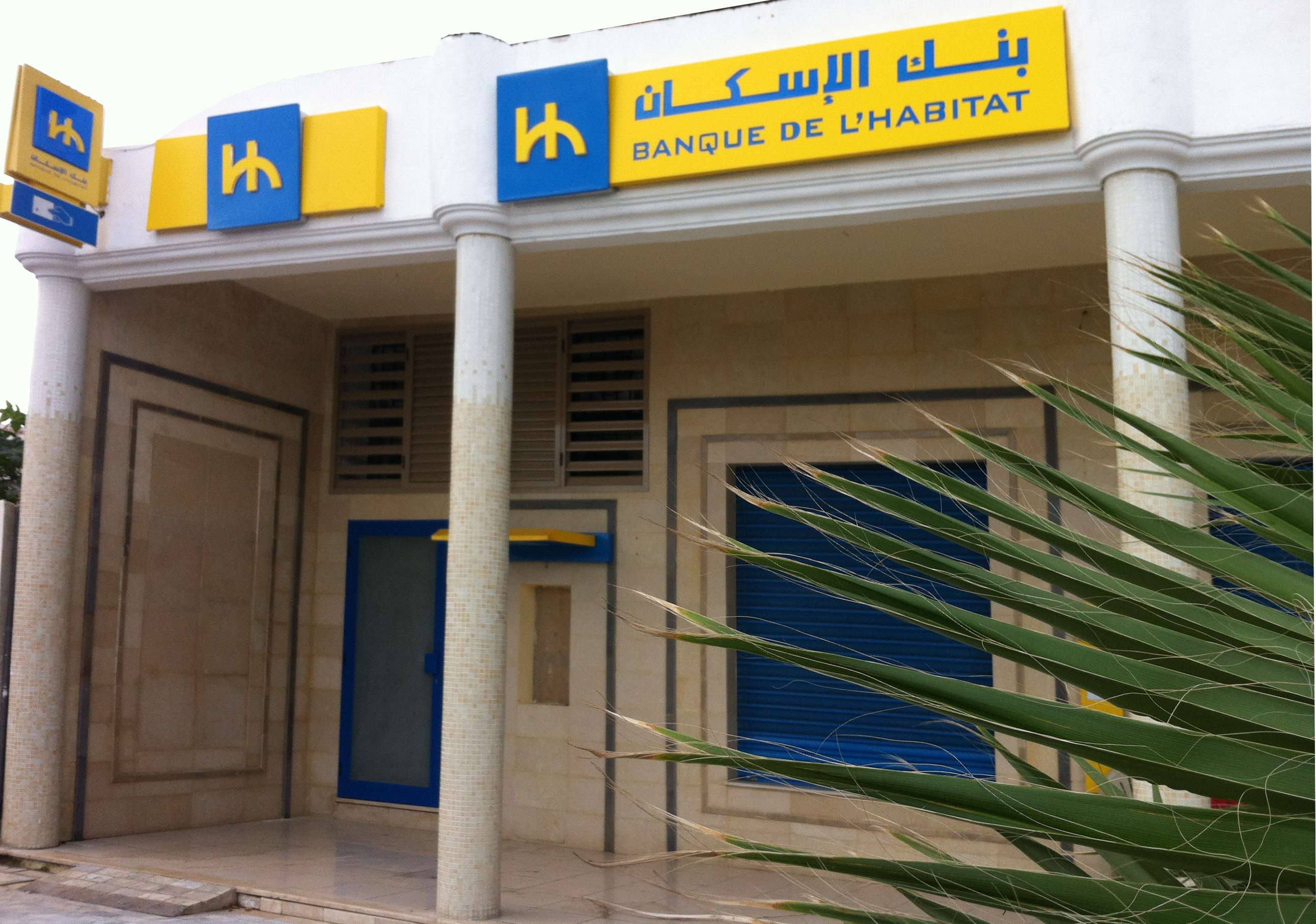
Agence de la banque à Sayada.

La banque possède et gère une équipe féminine de football, l'Association sportive de la Banque de l'habitat, qui est la première à représenter la Tunisie lors des éliminatoires de la Ligue des champions féminine de la CAF 2021,.